# Ministère des Affaires sociales et de la Microfinance
Le ministère des Affaires sociales et de la Microfinance est un ministère de la République du Bénin chargé des politiques sociales et familiales.
À partir de septembre 2019, la ministre en est Véronique Tognifodé Mewanou.

## Mission
Le ministère a pour mission de définir, de mettre en œuvre et de suivre la politique de l'État en matière de protection sociale, de famille, de l’enfant, de solidarité nationale, de microfinance et d’égalité des chances. Il s'assure notamment de mettre en place des conditions favorables à l'épanouissement des familles et au développement des enfants.

## Liste des ministres
- Bintou Chabi Adam Taro[3]
- Adidjatou Mathys[4]
- Sakinatou Abdou Alfa Orou Sidi (juin 2007-octobre 2008)[5]
- Naomie Azaria  (21 août 2014)[6]
- Honorine Attikpa (18 juin 2015)[7]
- Françoise Assogba, ministre chargée de la Microfinance, de l’Emploi des Jeunes et des Femmes (août 2013)[8]
- Marie-Laurence Sranon Sossou, ministre de la Famille, des Affaires sociales, de la Solidarité nationale, des Handicapés et des Personnes du Troisième âge (août 2013)[8]
- Véronique Tognifodé Mewanou depuis septembre 2019